# Locomotive FMSME 31 e 32
Le locomotive FMSME 31 e 32 della Società Anonima per le Ferrovie Milano-Saronno e Milano-Erba erano una coppia gruppo di locotender di rodiggio 0-3-0, costruite nel 1880 dalla Maschinenfabrik Esslingen.
Le locomotive fecero servizio per decenni sulle linee della rete, e poi furono degradate al servizio di manovra. Furono vendute negli anni trenta a società private, che le utilizzarono sui loro raccordi ferroviari.